# التعلم من خلال اللعب

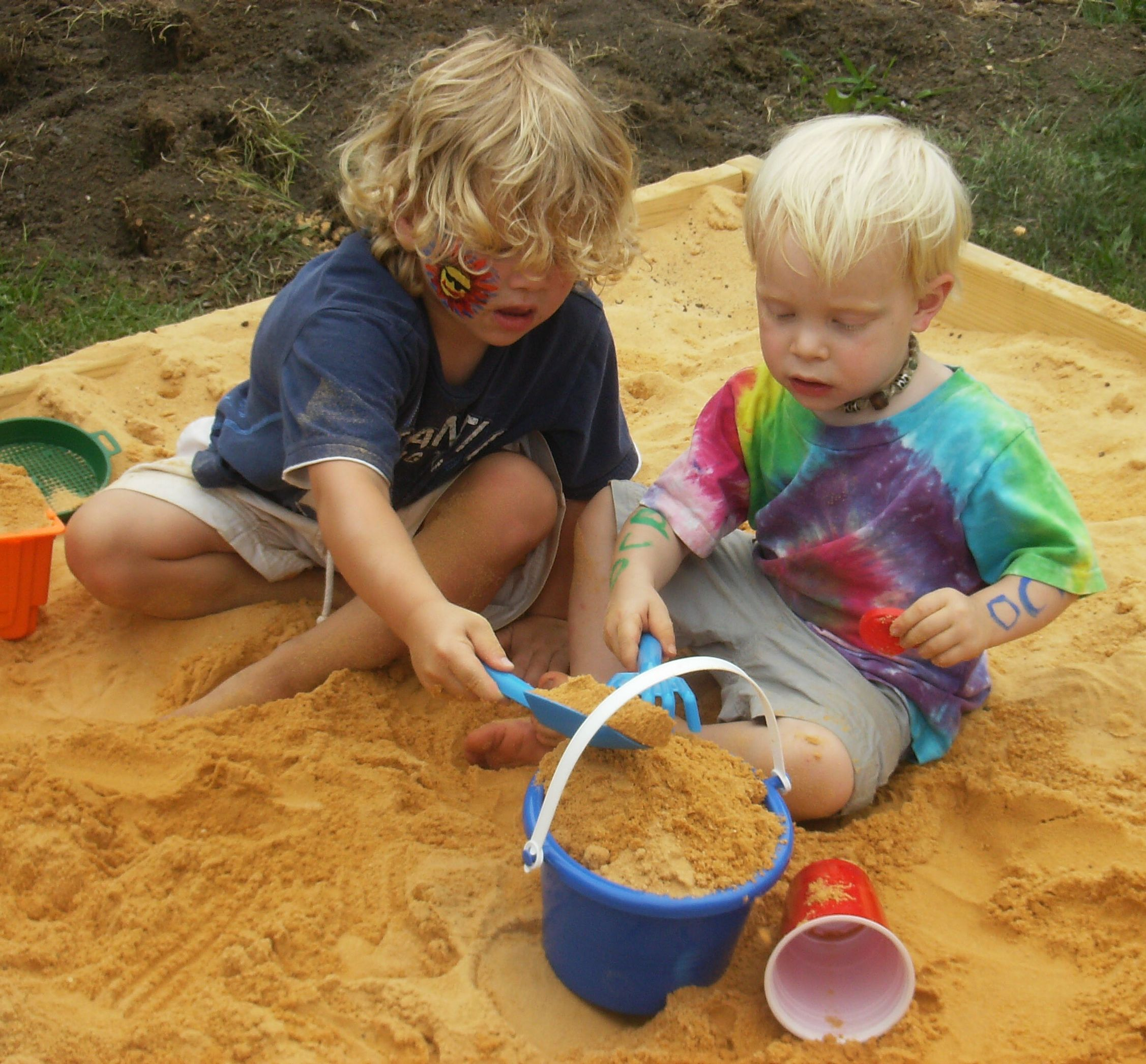

التعلم من خلال اللعب هو مصطلح يستخدم في التربية وعلم النفس ويصف إمكانية تعلم الطفل وفهمه للعالم من حوله، ومن خلال اللعب فأنه يمكن للطفل أن يكتسب مهارات اجتماعية ومعرفية ونضجًا عاطفيا وثقة لازم بالنفس تساعده في خوض التجارب والبيئات الجديدة.
وتشمل الوسائل الأساسية التي يتعلم بها الأطفال: اللعب وتواجدهم مع الأشخاص الآخرين وكونهم نشيطين واستكشاف ما حولهم وخوض الخبرات الجديدة والتحدث إلى أنفسهم والتواصل مع الآخرين ومواجهة التحديات الجسدية والعقلية وتعلمهم عن كيفية القيام بالأشياء الجديدة وممارسة المهارات وتكرارها والاستمتاع بوقتهم.
تعتبر الجماعات اللاعب (مثل الأصدقاء أو الفرق الرياضية أو المجموعات الاجتماعية) ذات تأثير كبير على شخصية الطفل، سواء من الناحية الإيجابية أو السلبية. إليك نظرة عامة على هذه التأثيرات:
### **التأثيرات الإيجابية:**
1. **تنمية المهارات الاجتماعية:**
   - يتعلم الطفل كيفية التفاعل مع الآخرين، وتحسين مهارات التواصل، وفهم قواعد العمل الجماعي.
   - يساعده ذلك على بناء علاقات صحية في المستقبل.
2. **تعزيز الثقة بالنفس:**
   - عندما يشعر الطفل بأنه جزء من مجموعة، يزداد إحساسه بالانتماء والقيمة الذاتية.
   - تحقيق النجاحات ضمن المجموعة يعزز ثقته بنفسه.
3. **تنمية روح التعاون:**
   - يتعلم الطفل أهمية العمل الجماعي والتعاون لتحقيق الأهداف المشتركة.
   - هذا يساعده على فهم قيمة المشاركة والتضامن.
4. **تحسين المهارات القيادية:**
   - في بعض الأحيان، قد تتاح للطفل فرصة لقيادة المجموعة، مما يعزز مهاراته القيادية واتخاذ القرار.
5. **التنمية الجسدية والعقلية:**
   - إذا كانت المجموعة تركز على الأنشطة الرياضية، فإن ذلك يساهم في تحسين صحة الطفل الجسدية والعقلية.
6. **تعلم احترام الآخرين:**
   - التفاعل مع أفراد مختلفين يساعد الطفل على فهم واحترام الاختلافات الثقافية والفردية.
---
### **التأثيرات السلبية:**
1. **التأثر السلوي بالأقران:**
   - قد يتعرض الطفل لضغوط من المجموعة لتجربة سلوكيات سلبية مثل التدخين أو العنف أو التسلط.
   - في بعض الأحيان، قد يقلد الطفل سلوكيات غير مرغوبة لتجنب الإقصاء.
2. **فقدان الهوية الفردية:**
   - قد يضطر الطفل إلى التخلي عن اهتماماته أو قيمه الشخصية لكي يتناسب مع المجموعة.
   - هذا يمكن أن يؤدي إلى فقدان الإحساس بالهوية الفردية.
3. **التعرض للتنمر أو الإقصاء:**
   - إذا لم يكن الطفل مقبولًا بشكل كامل في المجموعة، قد يتعرض للتنمر أو الإقصاء، مما يؤثر سلبًا على صحته النفسية.
4. **الإفراط في التنافس:**
   - في المجموعات التنافسية، قد يشعر الطفل بضغط كبير لتحقيق النجاح، مما قد يؤدي إلى التوتر أو القلق.
5. **التأثير على التحصيل الدراسي:**
   - إذا كانت المجموعة لا تشجع على الاهتمام بالدراسة، قد ينخفض مستوى الطفل الأكاديمي بسبب قضاء وقت طويل في الأنشطة الجماعية.
6. **التعرض لقيم سلبية:**
   - إذا كانت المجموعة تتبنى قيمًا سلبية مثل العنف أو التمييز، قد يتأثر الطفل بهذه القيم بشكل سلبي.
---
### **نصائح للوالدين:**
- **مراقبة المجموعات:** يجب على الوالدين مراقبة المجموعات التي ينتمي إليها الطفل والتأكد من أنها إيجابية.
- **التواصل المفتوح:** تشجيع الطفل على التحدث عن تجاربه في المجموعة، ودعمه في اتخاذ القرارات الصحيحة.
- **تعزيز القيم الإيجابية:** تعليم الطفل كيفية الحفاظ على قيمه الشخصية وعدم التأثر سلبًا بضغوط المجموعة.
- **تشجيع التنوع:** تشجيع الطفل على الانضمام إلى مجموعات متنوعة لتنمية مهاراته الاجتماعية وتوسيع آفاقه.
بشكل عام، يمكن للجماعات اللاعب أن تكون أداة قوية لتنمية شخصية الطفل إذا تم توجيهها بشكل صحيح ودعمها من قبل الوالدين والمربين.

## اللعب
وفقًا لمؤيدي هذا المفهوم فأن اللعب يُمكّن الأطفال من فهم عالمِهم، فضول الأطفال للاستكشاف هو أمر طبيعي ويعد اللعب بمثابة وسيلة للقيام بذلك. سردَ كتاب (بالإنجليزية: Einstein Never Used Flash Card)‏ خمسة سمات للعب، وهي:
- يجب أن يكون اللعب سار وممتع.

- يجب أن لا يكون للعب أي أهداف خارجية؛ أي أنه لا يجب أن يظهر أي تعليم إلزامي.

- اللعب يجب أن يكون عفوي وطوعي.

- اللعب يستلزم التفاعل من طرف الأعبين.

- اللعب يستلزم عنصر التصديق.

### تعريفات اللعب
- الإبداع: إن لعب الدور والتظاهر باللعب يستلزم الإبداع، مثل استخدام الدعائم أو العثور على أشياء لاستخدامها كدعائم، ويمكن للعب أن يكون إبداعي حينما يقوم الشخص بتشكيل المكعبات أو الطلاء أو استخدام مواد مختلفة لبناء غرض معين. فالإبداع لا يكون في نتيجة العمل النهائي بل أثناء تشكيله وقت اللعب.

- الخيال: يستخدم الخيال في اللعب حينما يرغب الشخص المعني في خلق صور في عقولهم لتتفاعل مع مشاعرهم وخواطرهم وأفكارهم، ثم يستخدمها في اللعب.

وذكر كلًا من بيفرلي ديتز وديان كاشين سبع خصائص مشتركة في اللعب والتعلم: فاللعب نشط ومنشئة للطفل وموجة عملية وجوهري وعرضي تحكمه القواعد والرموز.

### اللعب والعمل
ثمة اختلافات هامة بين اللعب والعمل، فاللعب هو نشاط حر ذاتي يقرره الطفل وليس أحد الوالدين أو المعلمين، فاللعب هو عملية وليس نتيجة توقع أو منتج، أما من ناحية أخرى فالعمل ينتج عن نية أكيدة ونتيجة مقررة.
وفقًا لديتز وكاشين:
لا يضيع اللعب الوقت بل إن الوقت الذي يتم إمضاءه باللعب يساعد على بناء معارف جديدة من الخبرات السابقة. وبالرغم من ذلك فإنه من الصعب البحث عن المحاسن التنموية على المدى البعيد. وثمة العديد من الطرق التي اختارها البحاثون في البحث بين اختلافات العمل واللعب. فالباحث قد يختار في تعريفات اللعب والعمل على أساس:

#### - الأنشطة الرئيسية
حتى لو اعتبرت ثقافةٌ ما أن قيام الطفل بعمل ما هو لعب، فأنه يمكن للباحث أن يختار تعريف ذلك الفعل كعمل حيث أنه يضاف إلى “الفائدة الفورية لوحدة العائلة”.

#### - مفهوم الآباء
تختلف تعريفات الآباء لأفعال أبنائهم من حيث كونها عمل أو لعب من ثقافة لأخرى. فمثلًا ستنظر الأم من شعب المايا لتصرف ابنتها التي تقوم بوضع الفاكهة وبيعها في بساط البيع كلعب، أما العديد من الغربيين سينظرون إليه كعملٍ إذا كان الطفل ناجحا فعلًا في بيع الفاكهة؛ فالطفل في الولايات المتحدة حينما يقوم ببيع عصير الليمون، فإن فعله هذا سيعد عملًا لأجل المال. 

#### - مفهوم الطفل
لدى الأطفال أفكار مختلفة حول مفهوم اللعب والعمل مقارنةً بالبالغين.

## وجهات النظر الكلاسيكية والحديثة والمعاصرة
هناك ثلاث مجموعات رئيسية من نظريات اللعب وهي:

### النظريات الكلاسيكية
تركز النظريات الكلاسيكية للعب على جوانب حرق الطاقة الزائدة والترفيه والاسترخاء وتجديد الطاقة بعد العمل الشاق وممارسة الأدوار المستقبلية ونظرية التلخيص (أي أنها مرت وانتقلت عبر مراحل متتالية من قبل الأجداد السابقين). ويشير هربرت سبنسر أن اللعب هو آلية تسمح للبشر من التخلص من الطاقة الزائدة عن الحاجة لأجل البقاء على قيد الحياة، وهذا لا يمكن أن يتحقق للأطفال إلا من خلال اللعب.

### النظريات الحديثة
تدرس النظريات الحديثة اللعب من منظور كيفية تأثيرها على نمو الطفل. ووفقًا لديتز وكاشين “لم يعد يُنظر إلى المتعلم كمتلقي سلبي للمعرفة بل كمساهم نشط للمعنى”. وأُكد هذا المنظور ضمن النظرية البنائية من خلال التعليم التجريبي. يشير المنظر جون ديوي أن الأطفال يتعلمون تعلمًا أفضل خلال كلٍ من النشاط البدني والفكري، أي أنهم يحتاجون إلى القيام بدور نشط في اللعب.

### النظريات المعاصرة
تركز النظريات المعاصرة على علاقة اللعب من حيث التنوع والعدالة الاجتماعية في الحياة اليومية والمعرفة. فالأطفال يتعلمون السياقات الاجتماعية والثقافية من خلال تجاربهم اليومية. ويشير مفهوم حيز التنمية الدانئة التي وضعها ليف فيجوتسكي إلى أن الأطفال بحاجة إلى أنشطة تدعم ما تعلموه سابقًا وتشجع على تعلم أشياء جديدة ذات مستوى أصعب بقليل. ويعتقد فيجوتسكي أن مشاركة الأطفال الاجتماعية وتعاونهم مع الآخرين هي عامل قوي في تغيير فكرهم. ويذكر اري برنفنبرنر أن نمو الأطفال يتأثر بكلاٍ من الأشخاص والبيئة (والتي تشمل الأسرة والمجتمع والثقافة والمجتمعات الأخرى).
وقد يختار الباحثون تعريفات اللعب أو العمل على أساس:

## الثقافة والتعلم من خلال اللعب
فالطريقة التي يتعلم فيها الأطفال من خلال اللعب هي محددة ثقافيًا “وذلك نتيجة لاختلاف تنشئة الأطفال ومعتقداتهم وقيمهم وممارساتها.” فاللعب يؤثر على طريقة تعلم الأطفال من الثقافات المختلفة ويعكسها. فمعظم الثقافات الغربية تتفق مع تعريف اللعب السابق من حيث أن اللعب ممتع ولا يحتوي على أهداف خارجية ولا تعليم إجباري ظاهر وأن يكون عفوي وطوعي ويستلزم تفاعل اللاعب وعنصر التصديق. ولكن هذا التعريف لا يتفق مع مفهوم اللعب لدى الثقافات الأخرى، فمثلًا لا يوجد عند المايا اليوكاتيكية عنصر العاطفية والتصديق في التظاهر فمعظم لعبهم مبني على الواقع. ويتعلم المايا اليوكاتيكية عادةً من خلال المشاركة الاجتماعية المتعمدة، وهذا نهج مختلف جدًا عما هو شائع بين متوسط العائلات الأمريكية والأوربية حيث أنه يؤكد على أن يشتبك الأفراد في العمل المجتمعي. وعلى عكس الأطفال من الولايات المتحدة، فإن طفل المايا نادرًا ما يشارك في ألعاب التظاهر حيث أن هيكلهم الثقافي لا يدعم فكرة “التظاهر”. فبدلًا من خلق ظروف وأصدقاء وهميين، فطفل المايا يلعب مختلف مواقف الحياة الحقيقة التي تعكس الحياة اليومية اليوكاتيكية كأن يخبز الطفل الخبز أو يصنع النسيج أو ينظف الملابس وهذا يعود على عدم وجود التمييز العمري لديهم حيث أن الطفل ينخرط مع كافة الأعمار ويستكشف كافة الأنشطة اليومية بخلاف أبناء الطبقة الوسطى للبلدان المتقدمة الذين يلعبون مع من يقاربهم بالعمر.
تقوم الثقافات والمجتمعات المختلفة بتشجيع الأطفال على اللعب بطرق مختلفة. فقد لا يشارك الآباء اللعب وقد لا يُعطى الأطفال ألعابًا ليلعبوا بها بل أنهم غالبًا قد يصنعونها بأنفسهم وقد يلعب الأطفال في مجموعات ذات فئات عمرية مختلفة بعيدا عن البالغين، وقد يُتوقع نضج الطفل عن اللعب في الخامسة أو في مرحلة الطفولة المتوسطة.
لكل الفئات العمرية المختلفة قدرات معرفية مختلفة. فعلى سبيل المثال، عندما يتظاهر الطفل اليوكاتيكي الكبير بالانضباط (بتقليد نمط الوالدين واستكشاف مشاعرهما) فإن الطفل اليوكاتيكي الصغير قد يتفاعل بشكل سلبي وذلك لأنه لا يعلم أن ما يفعله الكبير هو لعب.
تؤكد الثقافة اليوكاتيكية على التعلم من خلال الملاحظة. فالأطفال هم مشاركين فعالين في مراقبة الأنشطة المفيدة وتقليدها بما ينفع المجتمع. “أي أنها مدمجة طبيعيًا في الأنشطة اليومية في المجتمع.” فإن تمثيلهم الواقعي المتكرر لعالم البالغين يتمثل في لعبهم.
لا يدعم الآباء من الثقافة اليوكاتيكية فكرة التظاهر، حيث أنهم يعدون التظاهر شكلًا من أشكال الكذب وذلك لأن الطفل يقوم بتمثيل شيء غير موجود في الواقع، فمثلًا قالت إحدى أمها المايا لأحد الإنثوغرافيون أنها لن “تتحمل” رؤية طفلها يتظاهر بأن الأورق الموجودة في الصحن نوع من أنواع الطعام.
قدمت سوزان ايزاك في النصف الأول من القرن العشرين دراسة حول اللعب. وجاءت هذه الدراسة لغرض فهم تطور الطفل الأوربي الغربي والأمريكي. إلا أن بعض الخبراء مثل غونيا داهبلرغ وآخرون (1999) ذهبوا إلى أن الطرق الغربية للعب لا يمكن تطبيقها على الثقافات الأخرى. وفامت فيلر (1995) بالعمل مع عدة أطفال أستراليين أصليين لكي تتحدى الخبراء الغربيين حول إذ ما كان أساليبهم مشجعه للعب ام لا، وكانت النتيجة “أن الأطفال الذين عمِلت معه لم يلعبوا، وليس لزامًا عليهم أن يفعلوا.”

## التعلم القائم على اللعب
يطور اللعب حصيلة الطفل المعرفية ويعطي الأطفال فرصةً في تنمية المهارات الاجتماعية والكفاءة والرغبة في التعلم. ويستند مفهوم التعلم باللعب على نموذج فيجستكا Vygotskian التدريجي حيث يعير المعلم انتباهه على عناصر محددة من أنشطة اللعب، كما يقوم بتشجيع طلابه مع تزويدهم بالتغذية الراجعة أثناء التعلم. ويمكن للعب أن يكون تحديًا على تفكير الأطفال حينما ينخرطون في الأنشطة الواقعية والخيالية. ويمكن تمديد عملية التعلم عند الحاجة بتدخل البالغين أثناء عملية التعلم القائمة على اللعب.
يمكن تعريف التعلم القائم على اللعب بالنحو التالي:
“اللعب يجعل الأطفال نشيطين ومعنيين بالتعلم … فالأطفال يتعلمون بشكل أفضل من خلال التجارب المباشرة … والغرض من التعليم باللعب النشط أنه يحفز الأطفال ويحثهم ويدعمهم في تنمية مهاراتهم ومفاهيمهم واكتسابهم للغة ومهارات التواصل والتركيز. كما أنه يوفر فرصة للأطفال لتنمية السلوكيات الإيجابية وإظهار وعيهم والاستفادة مما تعلموه مؤخرًا من مهارات وكفاءات مع ترسيخه.”
وفي عام 2009، أعدت إدارة شؤون الأطفال والمدارس والعائلات DCSF ملفًا لكل الأنشطة السابقة يوضح مدى فائدة استخدام نهج اللعب في دعم التعلم وذلك بسبب الآتي:
- أن الأطفال المولعين باللعب يستخدمون معارفهم ومهارتهم وفهمهم ويطبقونه بطرق مختلفة وفي سياقات مختلفة.
- أن المهنيين والمعلمين المولعين باللعب يستخدمون عدة طرق مختلفة لكي يشركوا الأطفال في الأنشطة التي تساعدهم على التعلم وعلى تطور تصرفاتهم الإيجابية أثناء التعلم.
فهذا التوجيه يقول: “أنه لا يمكن للممارسين أو المعلمين أن يخططوا للعب الأطفال لأن هذا من شأنه أن يعمل ضد شرطا الاختيار وعدم السيطرة اللذان يعدان من مزايا اللعب الأساسية. ولكن يمكن لهم أن يخططوا للعب الأطفال بل ينبغي لهم ذلك عن طريق خلق بيئة تعليمية عالية الجودة مع توفير فترات مستمرة للأطفال لكي يطوروا من لعبهم."
ووفقًا للباحثتين كاثي هيرش بايسك وربيرتا ميتشنك قولينكف Kathy Hirsh-Pasek and Roberta Michnick Golinkoff، فأن
“مستوى لعب الأطفال يرتفع حينما يشاركهم الكبار اللعب، كما أن تنوع الألعاب التي يلعبها الأطفال تزداد حينما ينضم الكبار إليهم فانضمام البالغين للعب لا يعد سيطرة وذلك لأن السيطرة تكون حينما يقومون بفرض قوانين اللعب على الأطفال وهذا النوع لا يؤدي إلى التطور المعرفي على عكس الانضمام بحيث يتبع البالغين قوانين الأطفال.”
ثمة عدة طرق مختلفة تساعد المعلمين والآباء وأولياء الأمور في تعليم الأطفال أثناء اللعب:
1 - يمكن للكبار أن يكونوا قدوةً بتصرفاتهم الإيجابية أثناء اللعب مع تشجيعهم للأطفال أن يوفروا التوازن بين اللعب في الأماكن المغلقة وفي الهواء الطلق على مدار السنة. فعندما ينضم البالغين للعب فعليهم أن يقوموا بتنظيم اللعب بالانخراط فيه وتوسيعه بدلاً عن إملاء الأوامر والسيطرة على اللعب.
2- تحديد البيئة باختيار نوع الألعاب والمواد والمعدات التي يريدون إدراجها في تلك البيئة. فمن المهم أن نوفر مجموعة متنوعةً من المواد والتجارب على مستوياتٍ مختلفة من الصعوبة. كما أن اختيار المواد مهم لأنه يحفز عنصرا الاستكشاف والاكتشاف لدى الأطفال. ويجب أن يلعبوا في الأماكن المغلقة وأماكن الهواء الطلق على حد سواء مع توفير الفرصة للاستكشاف والمساحة المناسبة لذلك، ويجب على بيئة اللعب أن تسمح للأطفال بتحديد خيارتهم واستكشاف إمكانيات اللعب حيث أنه يجب على بيئة اللعب أن تعكس تجارب الحياة اليومية للطفل.
3 - مراقبة الأطفال بعناية أثناء استخدامهم للألعاب والمواد والمعدات أثناء اللعب، فالملاحظة هي عملية مستمرة تقوم بتوفير المعلومات الآزمة لكي نعرف اهتمامات الطفل وقدراته ونقاط قوته والفرص المناسبة لزيادة مستوى تعلمه وتطويره. والملاحظة تساعد على تحديد الطرق التي تساعد البالغين في بناء التعليم وتوجيهه.
4 - كيفية جذب أحد الأطفال بالتلميح إلى نشاط اللعب.
5 - الاستماع والتكرار والتوسيع وطرح الأسئلة في الوقت المناسب.
6 - تطوير قدرة مراقبة الطفل من خلال توفير اللغة الازمة التي تساعده على التعبير عما يراه حوله. ويمكن للبالغين تعزيز اللعب وفرص الاستكشافات الواسعة. ويمكن لهم أيضٍا تعزيز اللعب أو تسهيله عن طريق تشجيع الأطفال لكي يجلبوا اهتمامهم وتجاربهم للعب. كما يمكن للبالغين ان يطرحوا الأسئلة لغرض توسيع اللعب وتعزيزه.
7 - مساعدة الأطفال على معرفة المفاهيم التي تحيط ببيئتهم والقدرة على صنع الفرضيات ومعرفة أوجبه التشابه والاختلاف وحل المشاكل التي تواجههم.
8 - توفير المعرفة الاجتماعية مع تخصيص الفرصة المناسبة للأطفال لكي يتعلموا المعرفة الرياضية المادية والمنطقية التي تساعدهم على فهم العالم حولهم.
وأخيرًا فإن اللعب يساعد الأطفال على التعلم عن طريقة اتصاله مع الحواس واللغة الجديدة التي تساهم في تعلمهم.